# Đà điểu Emu
Đà điểu Emu hay đà điểu châu Úc (danh pháp khoa học: Dromaius novaehollandiae) là một loài chim thuộc họ Đà điểu châu Úc của bộ Casuariiformes. Chúng là loài chim lớn thứ hai còn sinh tồn về mặt chiều cao, sau họ hàng của nó, đà điểu châu Phi. Đây là loài đặc hữu của Úc, nơi nó là loài chim bản địa lớn nhất và là thành viên duy nhất còn sinh tồn của chi Dromaius. Phạm vi phân bố của chúng bao phủ hầu hết lục địa Úc, nhưng các phân loài trên Tasmania, Đảo Kangaroo và Đảo King đã bị tuyệt chủng sau khi người Châu Âu định cư ở Úc vào năm 1788. Loài chim này đủ phổ biến để được đánh giá là loài ít quan tâm bởi Liên minh Bảo tồn Thiên nhiên Quốc tế.
Đà điểu Emu là loài chim có đầu và cổ có lông mềm, màu nâu, không bay với cổ và chân dài, chân có ba ngón, và có thể cao tới 1,9 m. Emu có thể di chuyển một quãng đường rất xa, và khi cần thiết có thể chạy nước rút với tốc độ 50 km/h; chúng ăn nhiều loại thực vật và côn trùng, nhưng đã được biết là có thể nhịn ăn trong nhiều tuần. Chúng uống nước không thường xuyên, nhưng uống rất nhiều nước khi có cơ hội. Trọng lượng cơ thể trung bình khoảng từ 40 kg đến 50 kg.
Việc sinh sản diễn ra vào tháng 5 và tháng 6, và việc tranh giành bạn tình giữa các con cái hay thường diễn ra. Con cái có thể giao phối nhiều lần và đẻ nhiều ổ trứng trong một mùa. Con đực thực hiện việc ấp trứng; trong suốt quá trình này, nó hầu như không ăn hay uống, và giảm một lượng trọng lượng cơ thể đáng kể. Trứng nở sau khoảng tám tuần và con non được nuôi dưỡng bởi cha của chúng. Chúng đạt kích thước tối đa sau khoảng sáu tháng, nhưng vẫn có thể tồn tại như một gia đình cho đến mùa sinh sản tiếp theo. Emu là một biểu tượng văn hóa đại chúng quan trọng của Úc, xuất hiện trên quốc huy và các loại tiền xu. Loài chim này nổi bật trong thần thoại bản địa Úc.

## Hình ảnh

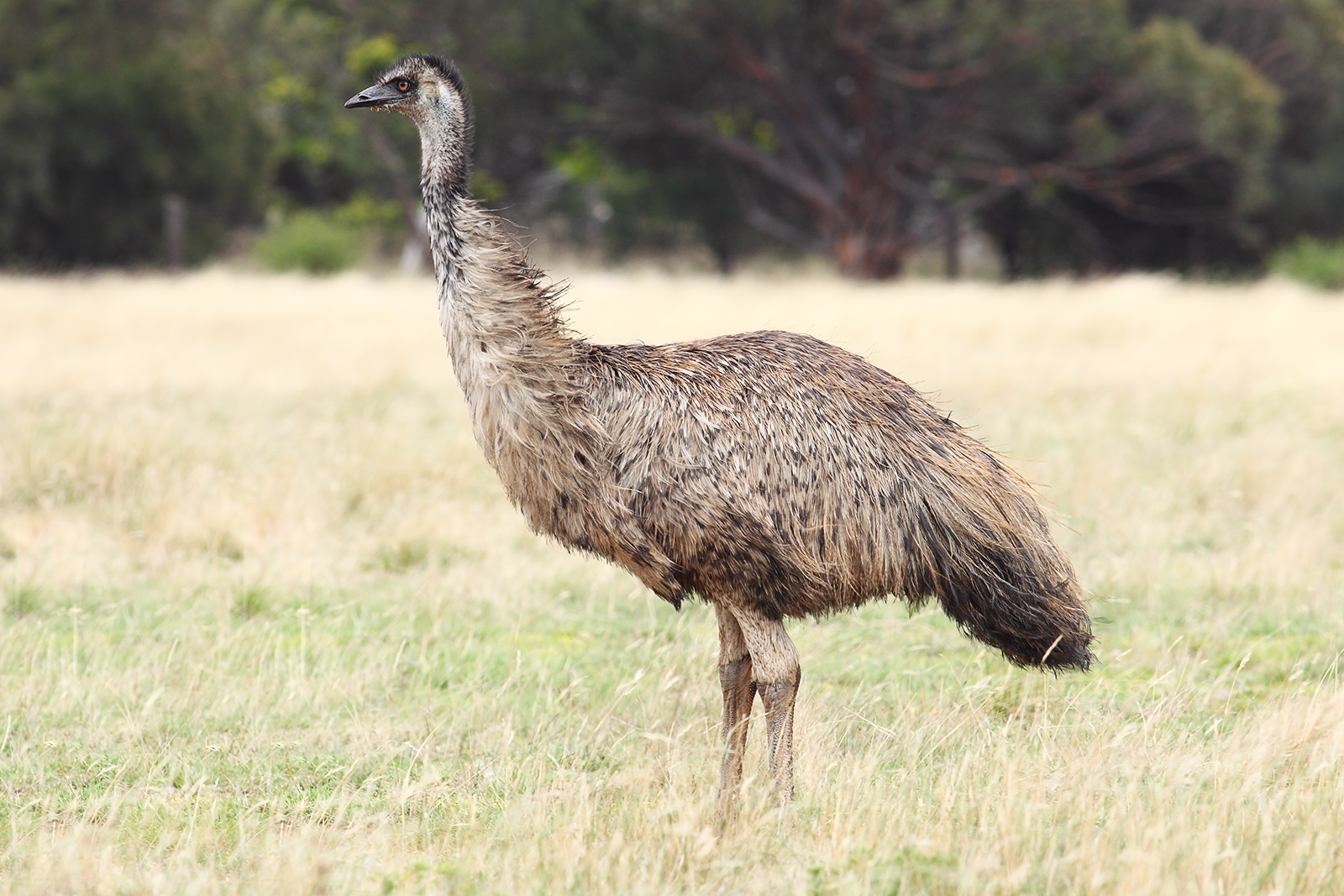
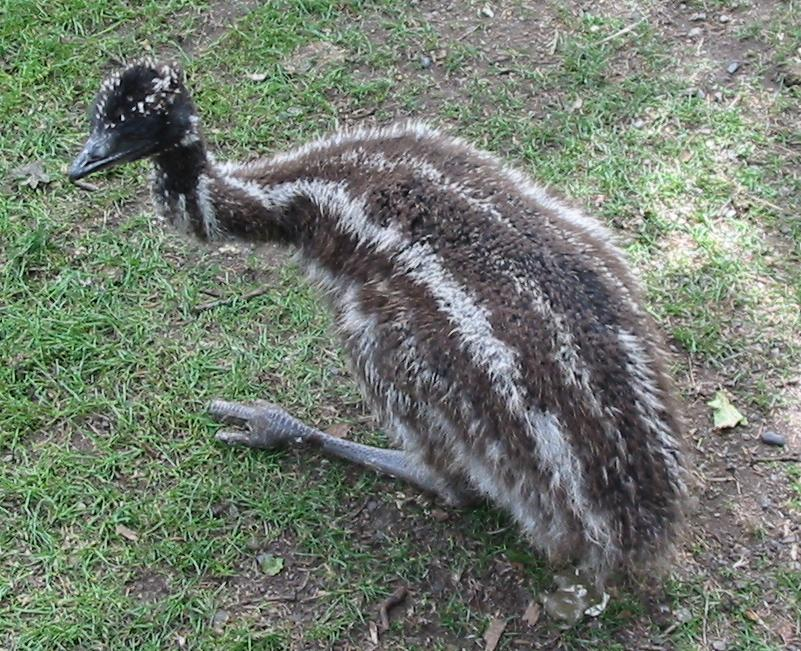
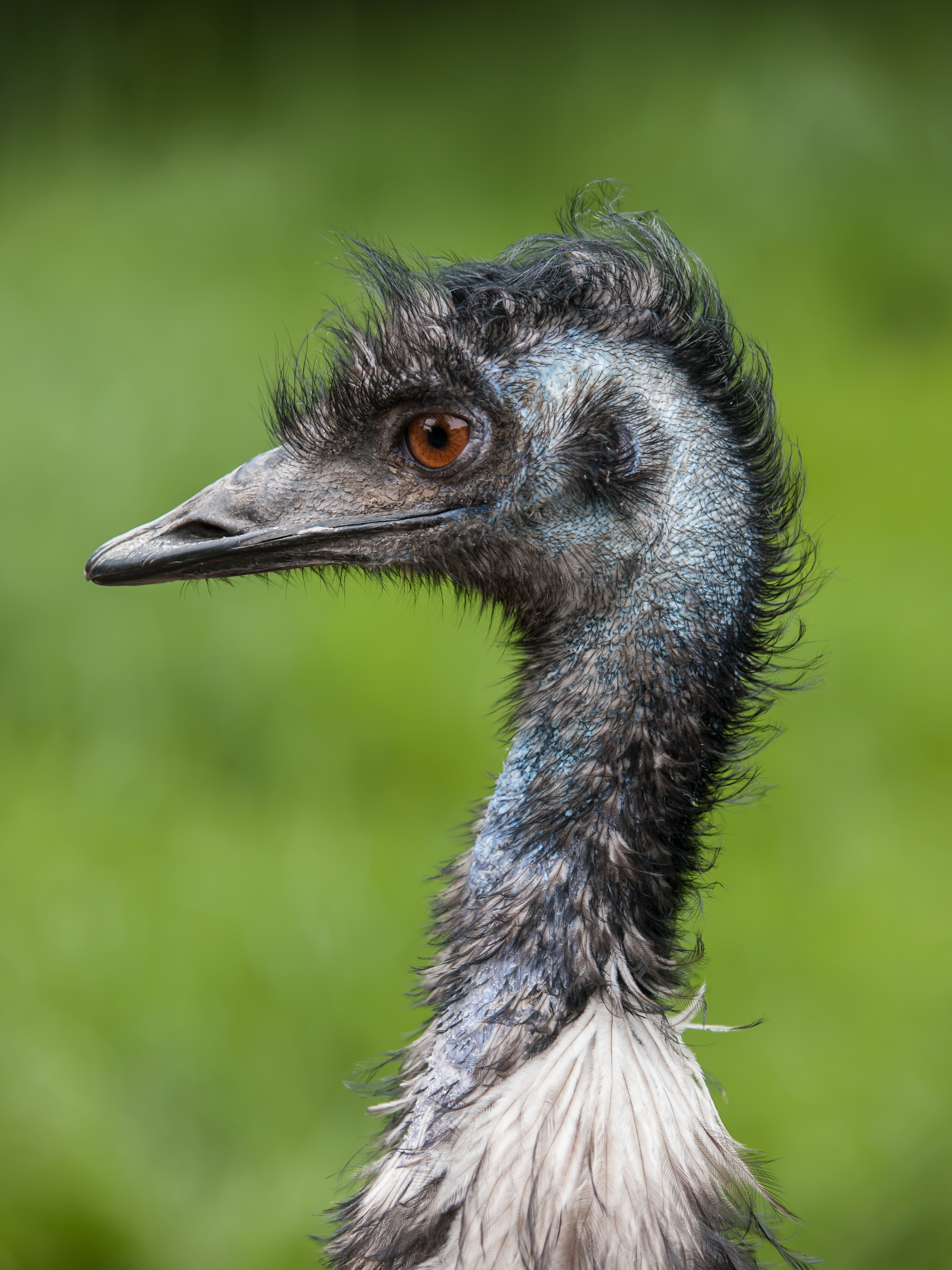
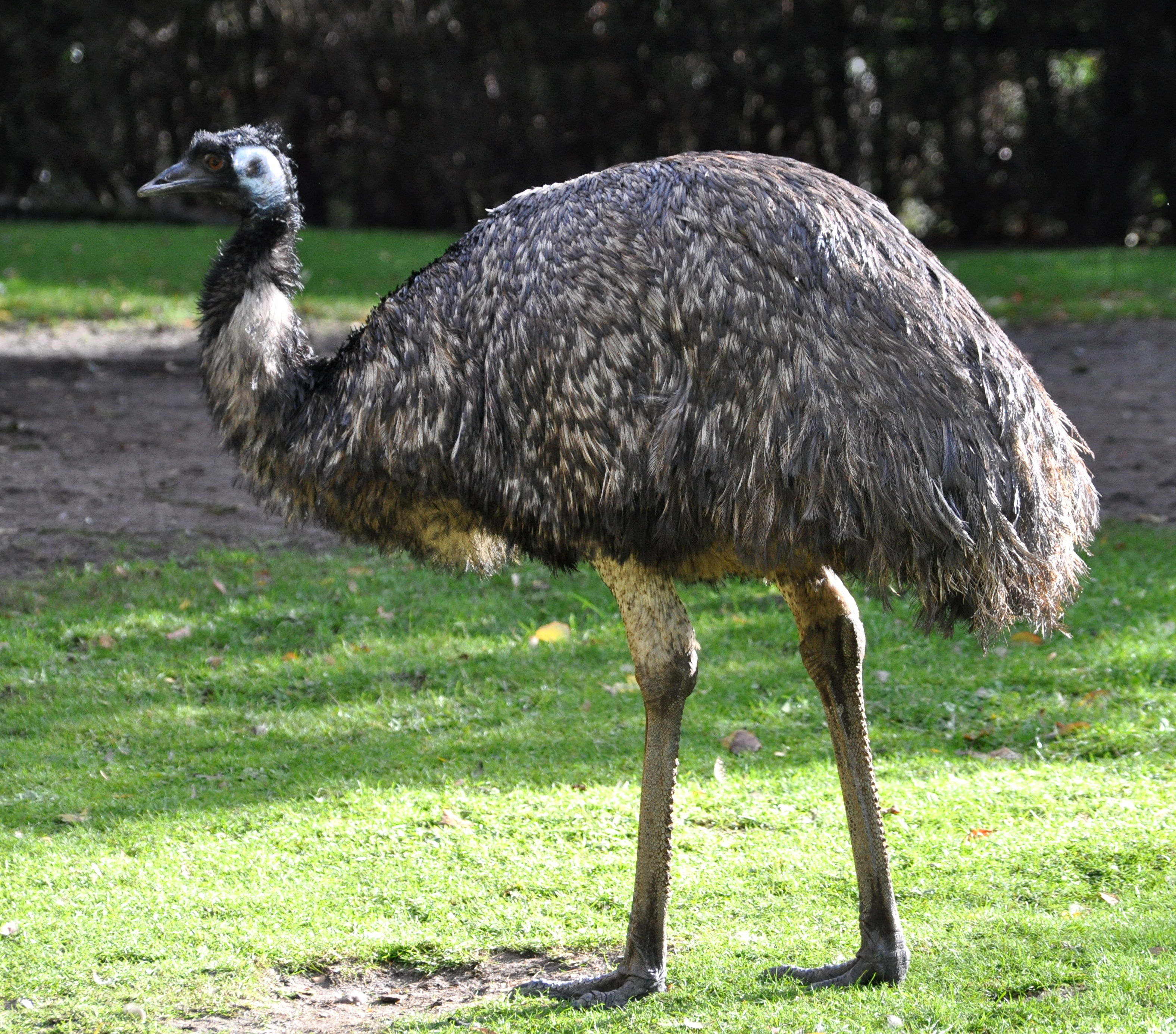
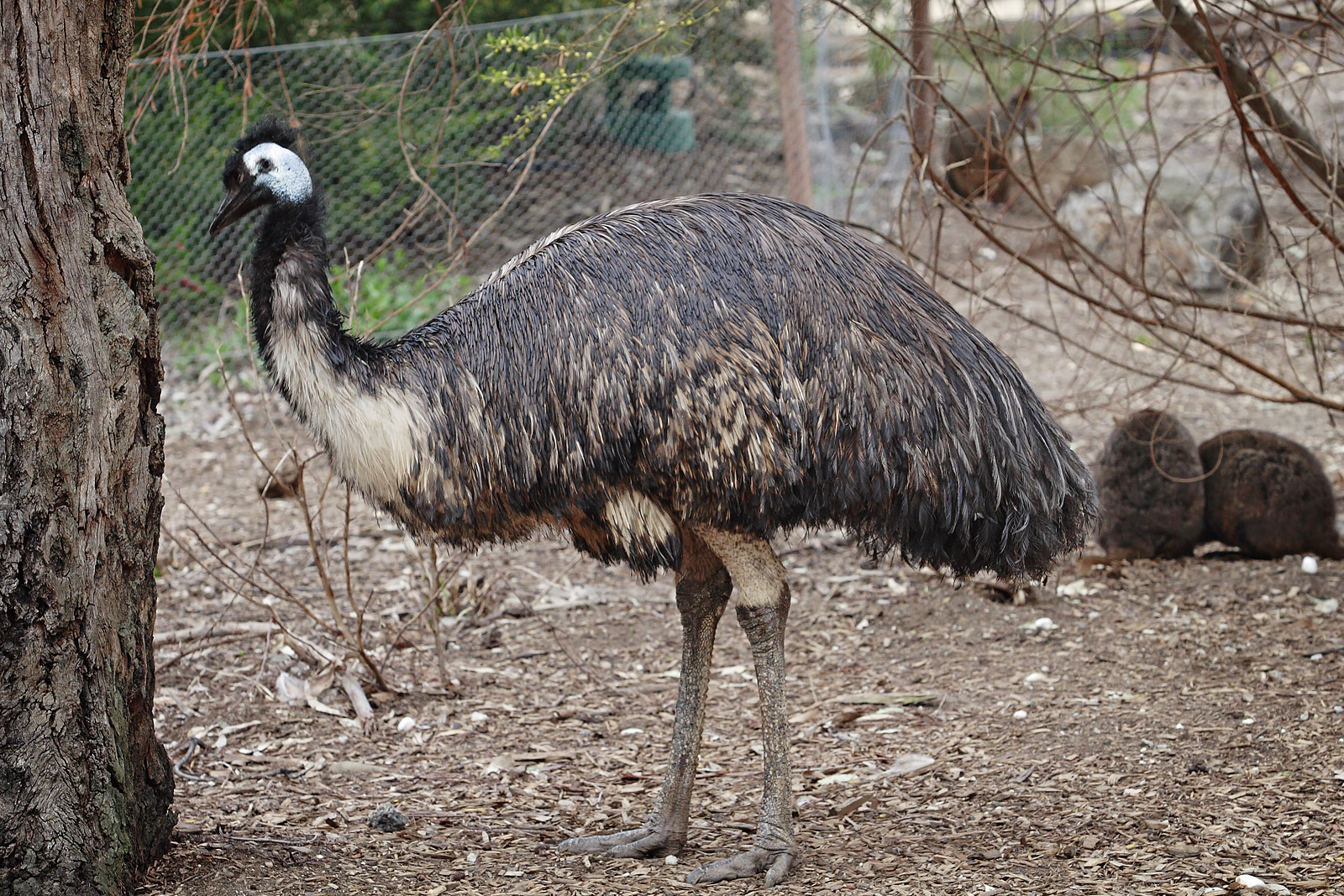
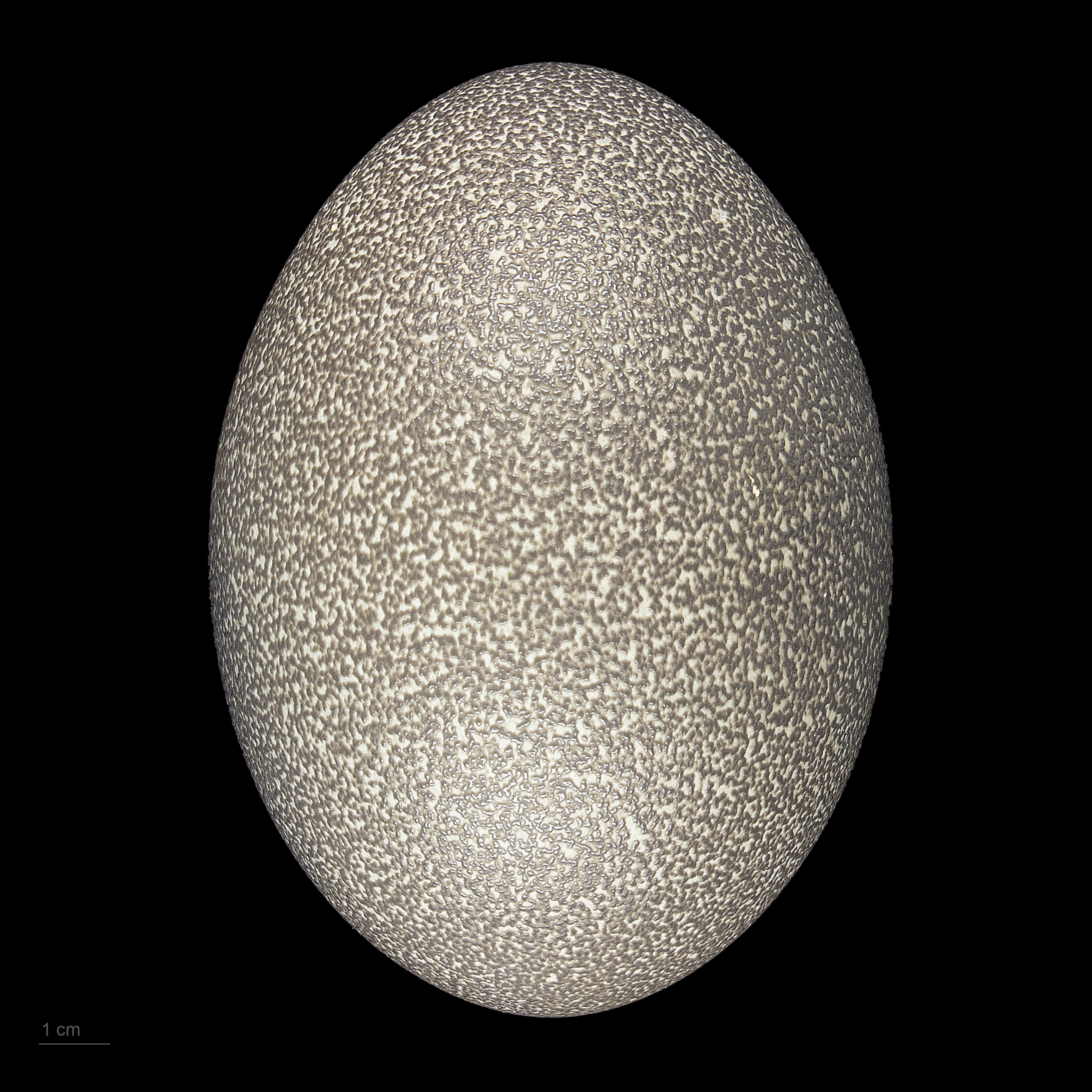
- Museum specimen -